# Bertil Malmberg
Bertil Frans Harald Malmberg (Härnösand, 13 d'agost de 1889-Estocolm, 11 de febrer de 1958) va ser un escriptor i traductor de Suècia. Era Membre de l'Acadèmia Sueca.

## Obra seleccionada
- 1908 - Bränder
- 1916 - Atlantis
- 1923 - Orfika
- 1927 - Slöjan
- 1929 - Vinden
- 1932 - Illusionernas värld
- 1936 - Tyska intryck
- 1937 - Värderingar
- 1942 - Excellensen
- 1947 - Under månens fallande båge
- 1948 - Men bortom marterpålarna
- 1949 - Utan resolution
- 1949 - Staden i regnet
- 1950 - Med cyklopöga
- 1951 - Idealet och livet
- 1956 - Förklädda memoarer